# Fikile Ntshangase
Fikile Ntshangase, fallecida el 22 de octubre de 2020, fue una activista medioambiental sudáfricana.
Ntshangase se opuso a la ampliación de una mina de carbón gestionada por la empresa Tendele Coal cerca de Somkhele, en la provincia de KwaZulu-Natal, cerca de su casa en Ophondweni. Fue miembro destacado de Mfolozi Community Environmental Justice Organisation, MCEJO, la cual luchó contra la ampliación de la mina cerca de la Reserva de Caza Hluhluwe-Imfolozi.
Algunos miembros de la comunidad, que tradicionalmente habían dependido del pastoreo y la agricultura, habían estado haciendo campaña para preservar la vida salvaje del área, pero otros miembros de la comunidad necesitaban trabajar en la mina y apoyaron la ampliación, lo que provocó un aumento de las tensiones. En abril, se dispararon 19 balas contra la casa de otro activista en contra de la mina, Tholakele Mthethwa.
La gente que vive cerca de la mina fue objeto de intimidación y amenazas de violencia en los meses anteriores al asesinato de Ntshangase. Según los informes, las familias que rechazaron ser trasladadas de sus tierras ancestrales recibieron disparos. Alrededor de las 6:30 PM del 22 de octubre de 2020, segundo a policía local, cuatro hombres entraron en la casa de Ntshangase y la mataron a tiros. Tenía 65 años.
Su muerte fue parte de una tendencia creciente de asesinatos de activistas medioambientales, ya que hubo un número récord de asesinatos alrededor del mundo en 2019, según un informe de Global Witness de julio de 2020.